# Disjunkcija
V matematični logiki je disjunkcija dvočlena logična operacija med izjavami. Izraz disjunkcija izhaja iz latinske besede disjunctio, ki pomeni nasprotje. Znak za disjunkcijo je ∨ (beri: ali). Disjunkcija izjav A in B je izjava A∨B oziroma A+B, ki je pravilna, samo če je vsaj eden od operandov pravilen, drugače pa je napačna.

## Pravilnostna tabela
| A | B | A ∨ B |
| - | - | ----- |
| 0 | 0 | 0     |
| 0 | 1 | 1     |
| 1 | 0 | 1     |
| 1 | 1 | 1     |

Opomba: 1 - pravilno, 0 - nepravilno